# Matthias Steinfurth
Matthias Steinfurth (* 1974 in Frankfurt/Oder) ist ein deutscher Politiker (SPD). Er ist seit 2024 Mitglied des Landtag Brandenburg.

## Leben
Matthias Steinfurth legte die Abiturprüfung ab und leistete danach Zivildienst. Anschließend durchlief er eine kaufmännische Ausbildung im Immobilienbereich und qualifizierte sich später zum Immobilienfachwirt. Zuletzt war er als Teamleiter in einem kommunalen Wohnungsunternehmen tätig.
Er ist verheiratet und Vater von drei Kindern.

## Partei und Politik
Steinfurth trat 2019 in die SPD ein und wurde dort 2021 Vorsitzender des Ortsvereins Nord in Frankfurt (Oder) sowie stellvertretender Vorsitzender im Unterbezirk Frankfurt (Oder). 
Der Stadtverordnetenversammlung Frankfurt (Oder) gehörte er ab 2020 zunächst als Nachrücker an. 2024 erhielt er dort erneut ein Mandat und wurde Fraktionsvorsitzender seiner Partei. 
Bei der Landtagswahl in Brandenburg 2024 zog er über die Landesliste in den Landtag ein.